# ريكاردو فيليبي
ريكاردو فيليبي (بالبرتغالية: Ricardo Felipe‏) هو لاعب كرة قدم برازيلي، ولد في 31 مارس 1999.